# Bianco di Custoza
Bianco di Custoza oder einfach Custoza ist ein trockener italienischer Weißwein aus verschiedenen Gemeinden der Provinz Verona, Venetien, der seit 1971 den Status einer „kontrollierten Herkunftsbezeichnung“ (Denominazione di origine controllata – DOC) hat, die zuletzt am 7. März 2014 aktualisiert wurde.

## Anbau
Der Weißwein darf, ganz oder teilweise, in den Gemeinden Sommacampagna, Villafranca di Verona, Valeggio sul Mincio, Peschiera del Garda, Lazise, Castelnuovo del Garda, Pastrengo, Bussolengo und Sona angebaut werden.

## Erzeugung
2014 wurden auf 1.345 ha Rebfläche 111.685 Hektoliter Weißwein erzeugt.
Laut DOC-Denomination werden folgende Weine erzeugt:
- Weißweine: „Bianco di Custoza“ und „Bianco di Custoza Superiore“
- Süßwein: „Bianco di Custoza Passito“
- Schaumwein: „Bianco di Custoza Spumante“

Die Weine dürfen nur aus folgenden Rebsorten erzeugt werden:
- 10–45 % Trebbiano Toscano
- 20–40 % Garganega
- 5–30 % Tocai Friulano, der hier auch Trebbianello genannt wird
- 0–30 % Bianca Fernanda (=Cortese)
- 0–30 % Malvasia, Riesling, Pinot bianco, Chardonnay und/oder Manzoni Bianco (einzeln oder zusammen)

Weine mit der Bezeichnung „Bianco di Custoza Superiore“ müssen mindestens fünf Monate ab dem 1. November nach der Ernte gelagert werden, bevor sie in den Verkauf kommen dürfen.

## Beschreibung
Laut Denomination (Auszug):

### Bianco di Custoza
- Farbe: strohgelb
- Geruch: fruchtig, duftend, leicht aromatisch
- Geschmack: würzig, weich, zart, vollmundig, angenehm bitter
- Alkoholgehalt: mindestens 11,0 % Vol.
- Säuregehalt: min 4,5 g/l
- Trockenextrakt: min. 16,5 g/l
- Restzucker: maximal 7 g/l

### Bianco di Custoza Superiore
- Farbe: strohgelb, mit der Tendenz zu goldgelb bei Reifung
- Geruch: angenehm, leicht aromatisch
- Geschmack: weich, harmonisch, vollmundig, mit leichten Holztönen
- Alkoholgehalt: mindestens 12,5 % Vol.
- Säuregehalt: min 4,5 g/l
- Trockenextrakt: min. 20,0 g/l
- Restzucker: maximal 7 g/l

### Bianco di Custoza Spumante
- Perlage: fein und anhaltend
- Farbe: mehr oder weniger intensiv strohgelb, mit gelegentlichen goldgelben Reflexen
- Geruch: duftend mit einem Hauch von Frucht, leicht aromatisch (bei der Methode Martinotti – Tankgärung), fein und komplex, charakteristisch (bei Flaschengärung)
- Geschmack: von „brut“ bis „dry“
- Alkoholgehalt: mindestens 11,5 % Vol.
- Säuregehalt: min 5 g/l
- Trockenextrakt: min. 15 g/l